# Henning Schulte-Noelle

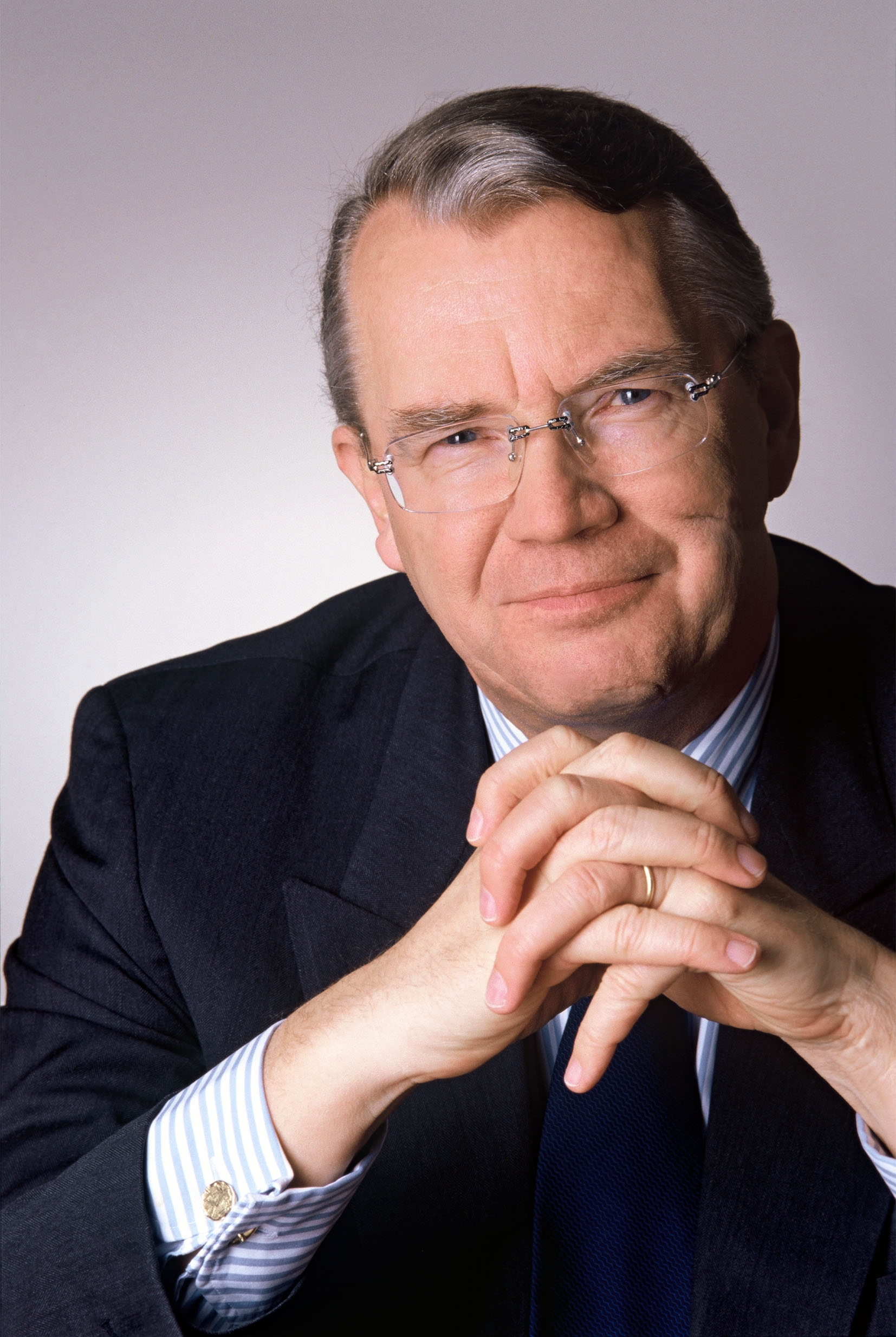
Henning Schulte-Noelle

Henning Schulte-Noelle (* 28. August 1942 in Essen) ist ein deutscher Manager und war von 1991 bis 2003 Vorstandsvorsitzender der Allianz SE, sowie von 2003 bis 2012 Aufsichtsratsvorsitzender der Allianz SE.

## Karriere
Schulte-Noelle studierte in Tübingen, Bonn, Köln und Edinburgh Rechtswissenschaft. Während seines Studiums in Tübingen wurde er Mitglied des Corps Borussia Tübingen. 1970 promovierte er zum Dr. jur. und absolvierte später ein MBA-Studium an der Wharton School.
Zunächst arbeitete Schulte-Noelle von 1973 bis 1975 in einer Frankfurter Anwaltskanzlei. 1975 begann er bei der Allianz-Versicherungs-AG. Er wurde 1988 zum ordentlichen Vorstandsmitglied und Vertriebschef der Allianz-Versicherungs- sowie der Allianz Lebensversicherungs-AG berufen. Im Januar 1991 übernahm er den Vorstandsvorsitz der Allianz Lebensversicherungs-AG, daneben wurde er Vorstandsmitglied der Allianz AG Holding.
Im Oktober 1991 wurde er Vorstandsvorsitzender der Allianz AG: Schulte-Noelle machte den Konzern international, kaufte in seiner Amtszeit 72 Firmen und baute die Vermögensverwaltung auf. Er löste schrittweise die „Deutschland AG“ auf, deren Herz die Allianz lange war. 2001 erfolgte die vor allem von Schulte-Noelle vorangetriebene Übernahme der Dresdner Bank AG, die zu einer großen finanziellen Belastung für die Allianz selbst wurde. Anfang 2003 gab er den Chefposten als Vorstandsvorsitzender ab und war dann bis Mai 2012 Aufsichtsratsvorsitzender der Allianz AG.
Neben seiner Arbeit als Aufsichtsratsvorsitzender der Allianz AG ist er noch Mitglied im Aufsichtsrat von E.ON und ThyssenKrupp. Jahrelang gehörte er auch dem Aufsichtsrat der Siemens AG an.

## Auszeichnungen
- Im November 1996 wurde er vom Manager Magazin zum Manager des Jahres 1996 in Deutschland gewählt.
- Am 20. Juni 2001 erhielt Schulte-Noelle den Bayerischen Verdienstorden.

## Privates
Schulte-Noelle ist verheiratet und hat zwei Kinder, einen Sohn und eine Tochter. Sein Sohn Philipp war Vorstandsvorsitzender der Otto-Bock-Gruppe.